# معركة سفولدر
معركة سفولدر هي معركة بحرية نشبت في سبتمبر عام 999 أو 1000 بين النرويج ضد كل من الدنمارك والسويد، كانت الدوافع هي السيطرة على النرويج وانتشار المسيحية في الدول الاسكندنافية، وكانت نتيجتها انتصار قوات الحلفاء وتقسيم النرويج.